# Simon Irvine
Simon Richard Gower Irvine, född 15 april 1952, är en  engelsk-svensk trädgårdsmästare och författare. Simon Irvine var värd för radioprogrammet Sommar den 17 augusti 1999.